# Йоаким II Берски и Негушки
Йоаким (на гръцки: Ιωακείμ) е православен духовник, митрополит на Вселенската патриаршия.

## Биография
За личността на Йоаким няма много сигурни данни. Някои учени го идентифицират с предшественика му Йоаким I Берски и Негушки, но периодът на управление от 1649 до 1692 година, когато са датирани първият и третият запазени фермани на името на „митрополит Йоаким“ през XVII век, би бил голям. Освен това в диптиха на берската катедрала е казано, че Йоаким идва от Китроска епархия.
От протосингел на Солунската митрополия е ръкоположен за китроски епископ на 4 май 1662 година. Тази дата е известна от приписка на самия Йоаким върху ръкописен номоканон от XVII век. Автор е и на друга приписка в друга кондика, датирана 30 май 1671 година.
На 18 октомври 1679 година е прехвърлен в Бер според приписката на Йоаким. До 1683 година Йоаким управлява непрекъснато в Бер, както е показано в храма „Света Параскева“ в Бер. След 1683 и преди 1687 година, когато Йоаким подписва документ на патриарх Яков I Константинополски на негово място управлява Атанасий. После отново управлява Атанасий и в неуточнена година се връща Йоаким. В диптиха на берската катедрала пише:
| „ | между 1682 и 1687 беше свален Йоаким бивш Китроски и вместо него управляваше Атанасий и в 1688 пое отново епархията Йоаким, а след това отново реченият Атанасий пое управлението μεταξύ τοῦ 1682 καί 1687 καθῃρέθη ὁ ἐκ Κίτρους Ἰωακείμ καί ἀντ’ αὐτοῦ ἀρχιεράτευσεν ὁ ἀθανάσιος καί ἐν τῷ 1688 ἀνέλαβεν πάλιν τήν ἐπαρχίαν ὁ Ιωακείμ, μετά δέ ταῦτα πάλιν, ὁ ῥηθείς ἀθανάσιος φαίνεται μεταλαβών ταύτην | “ |

Ферманът от 20 януари 1692 година е за уволнението на митрополит Йоаким и е издаден при второто управление на патриарх Калиник II Константинополски (1689 - 1693). В него не се споменава името на наследника му Макарий I. Причините за уволнението са конфликт с негушките лидери и монасите от негушките манастири, както и еретични възгледи. Така Патриаршията иска да успокои негушани, които още при Йоаникий Берски и при предшественика му Йоаким Ι искат отделяне от Патриаршията и присъединяване към Охридската апрхиепископия. Конфликтът обаче продължава както личи от едно писмо на архиепископ Игнатий III Охридски до патриарх Гавриил III Константинополски от август 1703 година, в което твърди, че Негушко трябва да е в диоцеза на архиепископията, а не на Берска епархия на Патриаршията.